# Саут Лајон (Мичиген)
Саут Лајон (енгл. South Lyon) град је у америчкој савезној држави Мичиген. По попису становништва из 2010. у њему је живело 11.327 становника.

## Демографија
Према попису становништва из 2010. у граду је живело 11.327 становника, што је 1.291 (12,9%) становника више него 2000. године.
| Група             | 2000.         | 2010.          |
| Белци             | 9.591 (95,6%) | 10.547 (93,1%) |
| Афроамериканци    | 39 (0,4%)     | 95 (0,8%)      |
| Азијати           | 109 (1,1%)    | 188 (1,7%)     |
| Хиспаноамериканци | 161 (1,6%)    | 309 (2,7%)     |
| Укупно            | 10.036        | 11.327         |